# BMW N55
Der N55 ist ein turbogeladener Reihensechszylindermotor in Vierventiltechnik von BMW. Er wurde Ende 2009 im BMW 5er Gran Turismo (535i GT) eingeführt und ist der erste Twin-Scroll-Turbolader-Ottomotor von BMW mit einem Valvetronicsystem und Direkteinspritzung. BMW nennt dieses System BMW TwinPower Turbo. Nachfolger wurde ab 2015 der BMW B58-Baukastenmotor.

## Konstruktion
Der Motor mit zwei obenliegenden Nockenwellen hat wie sein Vorgänger ein Kurbelgehäuse (Motorblock) aus Aluminium in Open Deck- und Bedplate-Bauweise. Die Kurbelwelle besteht aus Eisenguss und ist 3 kg leichter als die des N54, die geschmiedet war. Auch der Zylinderkopf besteht aus Aluminium. Die Einlassventile weisen einen Durchmesser von 32,0 mm auf, die Auslassventile sind Natrium-gefüllt.
Eine Neuerung gegenüber dem Vorgänger-Motor N54B30, bei dem zwei Turbolader zum Einsatz kamen, ist, dass der N55 nur über einen Turbolader verfügt: Den sogenannten Twin-Scroll-Lader, der zwei voneinander getrennte Spiralen besitzt, die das Abgas zum Turbinenrad führen. Während beim N54 jeweils drei Zylinder für einen Turbolader zuständig waren, sind beim N55 jeweils drei Zylinder für eine der beiden Spiralen zum Antreiben des Turboladers zuständig. Diese Turboladerbauweise spart gegenüber der bisherigen beim N54 4 kg Gewicht, siehe Weblink bimmertoday 2009.
Neu ist neben dem Twin-Scroll-Turbolader auch, dass beim N55 erstmals Turboaufladung mit Direkteinspritzung und Valvetronic kombiniert wurde. Valvetronic ist die stufenlose Regulierung des Hubs der Einlassventile, was die Drosselklappe überflüssig macht. Dennoch ist diese redundant vorhanden. Die Valvetronic steuert also die für die Verbrennung zugeführte Luftmasse im Motor selbst. Durch die Kombination dieser drei Systeme konnte der Verbrauch nochmals gesenkt und auch das Ansprechverhalten gegenüber dem N54 verbessert werden.
Für BMW-M-Modelle gibt es den Motor als Sportversion BMW S55 mit bis zu 368 kW (500 PS). Bei der leistungsstärksten Variante im M4 GTS wird Wassereinspritzung eingesetzt.

## Daten
| Motortyp | Hubraum          | Bohrung × Hub   | Leistung bei 1/min            | Drehmoment bei 1/min                                      | Maximaldrehzahl | Einführungsjahr |
| -------- | ---------------- | --------------- | ----------------------------- | --------------------------------------------------------- | --------------- | --------------- |
| N55B30   | 3,0 L (2979 cm³) | 84 mm × 89,6 mm | 225 kW (306 PS) bei 5800–6000 | 400 Nm bei 1200–5000                                      | 7100 min−1      | seit 11/2009    |
| N55B30   | 3,0 L (2979 cm³) | 84 mm × 89,6 mm | 225 kW (306 PS) bei 5800–6400 | 400 Nm bei 1200–5000                                      | 7100 min−1      | seit 07/2013    |
| N55B30   | 3,0 L (2979 cm³) | 84 mm × 89,6 mm | 235 kW (320 PS) bei 5800–6000 | 450 Nm bei 1300–4500                                      | 7100 min−1      | seit 03/2011    |
| N55B30   | 3,0 L (2979 cm³) | 84 mm × 89,6 mm | 240 kW (326 PS) bei 5800–6000 | 450 Nm bei 1300–4500                                      | 7100 min−1      | seit 10/2011    |
| N55B30   | 3,0 L (2979 cm³) | 84 mm × 89,6 mm | 250 kW (340 PS) bei 5800–6000 | 450 Nm bei 1300–4500                                      | 7100 min−1      | seit 07/2013    |
| N55B30   | 3,0 L (2979 cm³) | 84 mm × 89,6 mm | 265 kW (360 PS) bei 5800–6000 | 465 Nm bei 1350–5250                                      | 7100 min−1      | seit 10/2015    |
| N55B30   | 3,0 L (2979 cm³) | 84 mm × 89,6 mm | 272 kW (370 PS) bei 6500      | 465 Nm bei 1400–5560 (500 Nm bei 1450–4750 mit Overboost) | 7100 min−1      | seit 10/2015    |

## Verwendung
N55B30
- 225 kW (306 PS)
  - seit 11/2009 im F07 als 535i Gran Turismo
  - seit 03/2010 im F10 als 535i
  - seit 03/2010 im E90/E91/E92/E93 als 335i
  - seit 03/2010 im E82/E88 als 135i
  - seit 03/2010 im E71 als X6 xDrive35i
  - seit 06/2010 im E70 als X5 xDrive35i
  - seit 09/2010 im F11 als 535i Touring
  - seit 11/2010 im F25 als X3 xDrive35i
  - seit 10/2011 im F30/F31 als 335i
  - seit 2013 im E84 als X1 xDrive35i (nur in Amerika)
  - seit 06/2013 im F34 als 335i Gran Turismo
  - seit 07/2013 im F32/F33/F36 als 435i
  - seit 12/2013 im F15 als X5 xDrive 35i
  - seit 07/2014 im F26 als X4 xDrive 35i
- 235 kW (320 PS)
  - seit 03/2011 im BMW 6er als 640i
  - seit 07/2012 im BMW 7er als 740i
  - seit 09/2012 im BMW 1er als M135i
  - ab 2012 im Roding Roadster
- 240 kW (326 PS)
  - seit 03/2010 im E90/E91/E92/E93 als 335i mit BMW M Performance Power Kit
  - seit 03/2010 im E82/E88 als 135i mit BMW M Performance Power Kit
  - seit 10/2011 im F30/F31 als 335i und 335i xDrive mit BMW M Performance Power Kit bis 07/2013
  - seit 07/2013 im F34 als 335i und 335i xDrive Gran Turismo mit BMW M Performance Power Kit bis 07/2013
  - seit 07/2013 im F10/F11 als 535i und 535i xDrive mit BMW M Performance Power Kit ab 07/2013
  - seit 03/2014 im BMW 2er als M235i
  - seit 03/2015 im BMW 1er als M135i

- 265 kW (360 PS)
  - seit 10/2015 im F26 als X4 M40i
- 272 kW (370 PS)
  - seit 10/2015 im F87 als M2 Coupe